# 御船村
御船村（みふねむら）は三重県南牟婁郡にあった村。現在の紀宝町の南西部、熊野川左岸にあたる。

## 地理
- 河川：熊野川、相野谷川、神内川

## 歴史
- 1889年（明治22年）4月1日 - 町村制の施行により、成川村・鮒田村・高岡村・北檜杖村・瀬原村・浅里村の区域をもって発足。
- 1954年（昭和29年）10月31日 - 井田村・相野谷村と合併して紀宝町が発足。同日御船村廃止。

## 交通

### 鉄道路線
村域を日本国有鉄道・紀勢西線（現・紀勢本線）が通過したが、駅は所在しなかった。

### 道路
- 国道170号（現・国道42号）

## 名所・旧跡
- 御船島
- 飛雪の滝